# Lophiodes infrabrunneus
Lophiodes infrabrunneus är en fiskart som beskrevs av Smith och Lewis Radcliffe 1912. Lophiodes infrabrunneus ingår i släktet Lophiodes och familjen marulksfiskar. Inga underarter finns listade i Catalogue of Life.